# QBIC
QBIC (ang. query by image content), zapytanie za pomocą obrazka – technika stosowana w zaawansowanych wyszukiwarkach grafiki, w której użytkownik podaje (lub rysuje) obrazek, a system wyszukiwawczy wynajduje podobne do wzoru obrazy zgromadzone w bazie.
Techniki typu QBIC spotykane są zwykle w projektach naukowo-badawczych ze względu na duże problemy algorytmiczne związane z systemami tego typu.
Termin QBIC jest również nazwą jednego z projektów tego typu prowadzonego przez firmę IBM w Almaden Research Center (projekt zawieszony).
Powiązane terminy:
- CBIR (ang. content-based image retrieval) – wyszukiwanie obrazków po zawartości;
- CBVIR (ang. content-based visual information retrieval) – wyszukiwanie informacji wizualnej po zawartości.